# Leptychaster pacificus
Leptychaster pacificus är en sjöstjärneart som beskrevs av Fisher 1906. Leptychaster pacificus ingår i släktet Leptychaster och familjen kamsjöstjärnor. Inga underarter finns listade i Catalogue of Life.